# Tiranet alabarrat
El tiranet alabarrat (Mecocerculus stictopterus) és un ocell de la família dels tirànids (Tyrannidae).

## Hàbitat i distribució
Habita els boscos dels Andes des del sud i est de Colòmbia i nord-oest de Veneçuela, cap al sud, a través de l'Equador i Perú fins l'oest de Bolívia.